# Museo Arqueológico Nacional (Malta)
El Museo Arqueológico Nacional de Malta es un museo arqueológico situado en La Valeta, la capital de Malta. Fue inaugurado en 1959 y está situado en el  Albergue de Provenza de la Orden de San Juan en la calle Republic. 

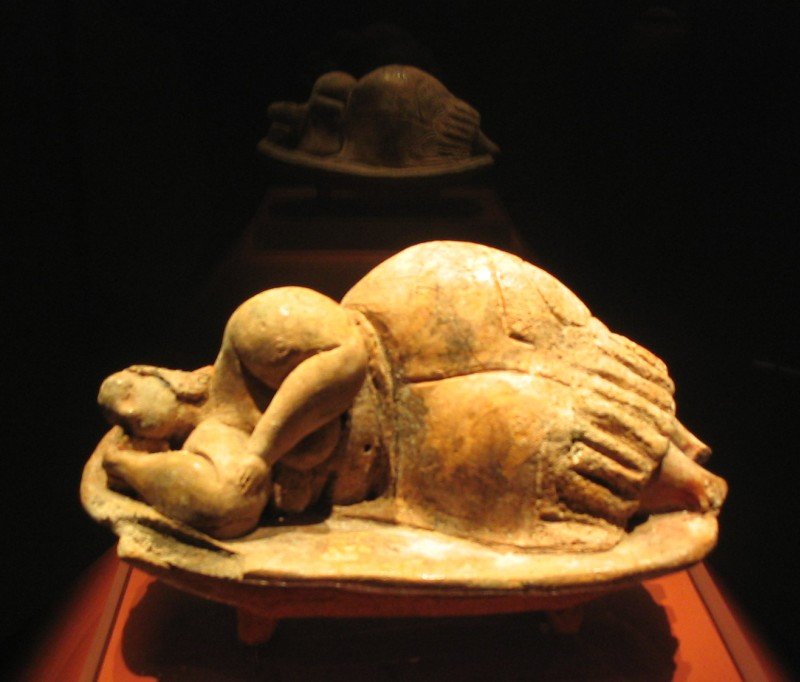
La dama durmiente

En el museo se encuentra una importante selección de objetos de los períodos prehistóricos únicos de las islas, que comienzan con la primera llegada del hombre en 5200 a. C. hasta 2500 a. C. En las primeras salas se pueden ver objetos desde los primeros asentamientos en las islas hasta los periodos de construcción utilizando la reconstrucción de una tumba cortada en la roca. En esta colección se incluyen objetos de obsidiana y las estatuillas de Red Skorba, que preceden a los objetos del período del templo.
El salón principal está dedicado a las esculturas y la colección continúa con una representación de animales, modelos de templos y las notables figuras humanas. Son de destacar las exquisitas esculturas de La dama durmiente del hipogeo de Hal Saflieni y de la Venus de Malta de Hagar Qim, además de los altares megalíticos de Tarxien, donde se observan espirales en bajorrelieve y decoraciones con animales, y la estatua monumental de los templos de Tarxien.
En la última sala se exhiben objetos de alfarería del periodo del templo, junto con herramientas, abalorios y otros ornamentos.